# Alonzo de Ibáñez
Alonzo de Ibáñez é uma província da Bolívia localizada no departamento de Potosí, sua capital é a cidade de Sacaca.